# María Carolina Luján
María Carolina Luján (ur. 13 maja 1985 w Buenos Aires) – argentyńska szachistka, arcymistrzyni od 2005, pierwsza w historii argentyńskich szachów zdobywczyni męskiego tytułu mistrza międzynarodowego (tytuł otrzymała w 2007 roku).

## Kariera szachowa
Jest jedną z najbardziej utalentowanych szachistek w historii Argentyny. Szachowe sukcesy zaczęła odnosić w wieku kilku lat. W latach 1995–2000 zdobyła kilkadziesiąt medali mistrzostw Argentyny juniorek w różnych kategoriach wiekowych. Była również wielokrotną reprezentantką kraju na mistrzostwach świata juniorek.
W 2000, 2001, 2004 i 2006 zdobyła tytuły indywidualnej mistrzyni Argentyny. Dwukrotnie wystąpiła w pucharowych turniejach o mistrzostwo świata: w 2004 w I rundzie przegrała z Jekateriną Kowalewską, natomiast w 2006 w I rundzie wyeliminowała Jelenę Dembo, ale w II przegrała (po dogrywce) z Alisą Gallamową.
Normy na tytuł arcymistrzyni wypełniła na olimpiadzie w Bledzie (2002) oraz na dwóch turniejach rozegranych w Buenos Aires w latach 2003 (kontynentalne mistrzostwa Ameryki Południowej; na turnieju tym m.in. pokonała Julio Grandę Zuñigę oraz zremisowała z Jesusem Nogueirasem Santiago) oraz 2004, natomiast na tytuł mistrza międzynarodowego – w Buenos Aires (2003), Sorcie (2006) oraz Balaguerze (2006). Do innych jej indywidualnych sukcesów należą dwukrotne zwycięstwa w turniejach strefowych, rozegranych w Mejillones (2003) oraz Santiago (2006), jak również I m. w kołowym turnieju w Rijece (2008). W 2014 zdobyła w Villa Martelli złoty medal indywidualnych mistrzostw Ameryki.
W latach 2000–2014 siedmiokrotnie wystąpiła na szachowych olimpiadach.
Najwyższy ranking w dotychczasowej karierze osiągnęła 1 października 2006, z wynikiem 2419 punktów zajmowała wówczas 44. miejsce na światowej liście FIDE.